# Astrium
 Astrium  és la divisió espacial de l'empresa EADS, és un fabricant espacial europeu involucrat en el desenvolupament i fabricació d'equips i vehicles espacials, llançadores per posar aquests en òrbita i serveis de comunicació protegida i navegació basats en satèl·lits. El 2008, Astrium facturar uns 4.300 milions d'euros amb 15.000 empleats a Alemanya, Espanya, França, Països Baixos i Regne Unit. Els seus tres àrees principals d'activitat són: Astrium Space Transportation per a llançadors i infraestructura orbital, Astrium Satellites per satèl·lits i segment terreny i Astrium Services per al desenvolupament i subministrament de serveis per satèl·lit.

## Història
Astrium es va formar l'any 2000 a partir de la unió de Matra Marconi Space (França, Regne Unit), la divisió espacial de Daimer Chrysler Aerospace AG i Computadors Xarxes i Enginyeria SA. Des de llavors Astrium fou una empresa conjunta d'EADS i BAE Systems.
El 16 de juny de 2003, BAE Systems ven el seu 25% a EADS, pel que aquest es converteix en únic accionista. Astrium va esdevenir EADS Astrium en una reestructuració d'EADS per formar EADS Espai, del qual també formen part EADS Transport Espacial i EADS Serveis Espacials.
En aquesta reestructuració la divisió d'infraestructures espacials d'Astrium pas a EADS Transport Espacial. L'empresa Paradigm Secure Communications, creada pel contracte amb el ministeri de defensa britànic per al Skynet 5, es va convertir en la matriu d'EADS Serveis Espacials.

## Activitats
Astrium divideix les seves activitats en tres seccions o unitats de negoci.

### Astrium Satellites
Dedicada al disseny i fabricació de sistemes de satèl·lits per a diferents usos : comercials, militars, científics, etc.
Empleats : 8.348

### Astrium Services
Proveeix de serveis de comunicacions militars protegides i de vigilància per satèl·lit. També ofereix serveis civils de navegació. És soci principal del consorci creat per gestionar el sistema de posicionament per satèl·lit Sistema de posicionament Galileu.
Empleats : 2.200

### Astrium Space Transportation
Dedicada al disseny, fabricació i producció de transport espacial tripulat i no tripulat.
Empleats : 4.397
És la contractista principal per a la fabricació de la llançadora Ariane, el mòdul de l'Estació Espacial Internacional (ISS) Columbus i del vehicle de proveïment de l'estació ATV.

## Programes

### Telecomunicacions
- Amazones
- Anik F1R i F3
- Arabsat 4A i 4B
- Astra 3B, 2B i 1M
- Eutelsat W1
- Eutelsat W2M
- Eutelsat W3A
- Hellas -Sat
- Hispasat 1A i 1B
- Hot Bird 2-5
- Hot Bird 7
- Hot Bird 8
- Inmarsar 4 F1, F2 i F3
- Intelsat 10-02
- Nilesat 101 i 102
- Nimiq 4
- Orion -1
- ST -1
- Stentor
- Telecom febrer
- WorldStar

### Militars
- Essaim
- Helios 1B
- Helios 2A
- Manpack
- Màster
- Myriade
- Scot
- Skynet 4 / NAT IV
- Skynet 5

### Observació terrestre
- ADM - Aeolus
- Champ
- CryoSat
- Demeter
- ERS
- Envisat
- GAUDI
- Grace
- Komnsat-2
- MSG
- Meteosat
- Metop 1, 2, 3
- MicroSAR
- Satèl·lits Pléiades
- Satèl·lit Kompsat -2
- Silez
- SPOT 1
- SPOT 2
- SPOT 4
- SPOT 5
- TerraSAR

### Ciència
- Cassini-Huygens
- Cluster II
- Herschel
- INTEGRAL
- LISA Pathfinder
- Mars Express / Beagle 2
- Rosetta
- Ulysses
- Venus Express
- XMM-Newton

### Navegació
- EGNOS
- Galileu